# Bystřina – Lužní potok
Bystřina – Lužní potok je národní přírodní památka rozkládající se na území okresu Cheb v Karlovarském kraji. Chráněné území se nachází v severozápadní části Ašského výběžku na státní hranici s Německem v přírodním parku Smrčiny na katastrálních územích Hranice u Aše, Pastviny u Studánky, Štítary u Krásné, Trojmezí a Újezd u Krásné. Celá národní přírodní památka o rozloze 468,37 ha se nachází na území stejnojmenné evropsky významné lokality o rozloze 1 129,6 ha.
O území pečuje Správa CHKO Slavkovský les.

## Historie
Před druhou světovou válkou bylo území osídleno obyvatelstvem téměř výhradně německé národnosti. Hospodařilo se zde zemědělsky. Po druhé světové válce došlo k vysídlení německého obyvatelstva a změně režimu v blízkosti státní hranice. Vzhledem k blízkosti státní hranice bylo území veřejnosti v podstatě nepřístupné už od roku 1948 a byla zde i do značné míry omezena hospodářská činnost. Dřívější zemědělská půda zůstala ladem, nebo byla přeměněna na les. Došlo i ke změnám v samotných vodních tocích, a to jejich napřímením a zahloubením dna. Z důvodu blízkosti státní hranice zde bylo v minulosti zřízeno ženijně-technické zabezpečení hranice, které tvořily zátarasy.
Tok Lužního potoka s prameništi byl v roce 1989 vyhlášen přírodním výtvorem a v roce 1990 národní přírodní památkou o rozloze 114,15 ha. Dolní úsek toku Bystřiny o rozloze 50,62 ha byl od roku 1992 chráněn jako přírodní rezervace.
Obě maloplošná chráněná území byla s účinností od 1. července 2020 zrušena a nahrazena národní přírodní památkou Bystřina – Lužní potok.

## Přírodní poměry
Klimaticky území patří do okrsku mírně teplého MT5 dle Quittovy klasifikace podnebí. Přibližně 60 % je pokryto lesem. Převládá smrk ztepilý, jehož současné zastoupení je asi 77 %, v menší míře borovice lesní (asi 12 %). Podružné je zastoupení buku lesního (asi 2 %) a břízy (asi 5 %). Samotné toky doprovází zpravidla porosty olší s různě vysokou příměsí smrku. V úzké bezlesé nivě toků se vyskytují porosty s dominantní chrasticí rákosovitou (Phalaris arundinacea), metlicí trsnatou (Deschampsia caespitosa) a tužebníkem jilmovým (Filipendula ulmaria).

### Geomorfologie a geologie
Lokalita se nachází v geomorfologickém celku Smrčiny, podcelku Ašská vrchovina.
Geologické podklad tvoří fility saxothuringika (sasko-durynská oblast). Podél vodních toků se vyskytují kvartérní náplavy.

### Hydrologie
Území je tvořeno sítí vodních toků, především Rokytnice a jejích přítoků Bystřiny a Lužního potoka, které tvoří zdrojnice Rokytnice, a u tzv. Trojstátí opouští území Česka. Dále již pokračuje pod německým názvem Südliche Regnitz.
Na dolním a středním toku tvoří Lužní potok v délce 5,19 km hranici mezi Českou republikou a Spolkovou republikou Německo (česko-bavorská hranice). Rovněž Bystřina tvoří v délce 5,8 km státní hranici, ovšem česko-saskou. Na území chráněné lokality leží několik rybníků, funkční je jen jeden z nich, rybník Přehrada u Rokytnice v blízkosti téměř zaniklé vesnice Trojmezí.

### Flóra a fauna
Ze silně ohrožených druhů rostlin zde rostou rosnatka okrouhlolistá  (Drosera rotundifolia), tučnice obecná (Pinguicula vulgaris) a všivec lesní (Pedicularis sylvatica). Z ohrožených druhů klikva bahenní (Oxycoccus palustris), prha arnika (Arnica montana), prstnatec májový (Dactylorhiza majalis), pupečník obecný (Hydrocotyle vulgaris) a vachta trojlistá (Menyanthes trifoliata).
Z kriticky ohrožených druhů živočichů zde žije perlorodka říční (Margaritifera margaritifera) v počtu okolo 2 500 jedinců, která je hlavním předmětem ochrany, a menší populace hnědáska chrastavcového (Euphydryas aurinia). Ze silně ohrožených a ohrožených druhů žijí na neznečištěných úsecích vodních toků desítky jedinců mihule potoční (Lampetra planeri). Dalšími ohroženými druhy jsou zmije obecná (Vipera berus), čolek horský (Triturus alpestris), skokan zelený (Rana esculenta), skokan krátkonohý (Rana lessonae), ještěrka živorodá (Zootoca vivipara). Z ptáků jsou to například bekasina otavní (Gallinago gallinago), čáp černý (Ciconia nigra), krahujec obecný (Accipiter nisus), jestřáb lesní (Accipiter gentilis) a výr velký (Bubo bubo) a kulíšek nejmenší (Glaucidium passerinum).